# José Manuel García Marín
José Manuel García Marín (n. Málaga; diciembre de 1954 − f. ibidem; 15 de septiembre de 2014) fue un escritor español. García Marín ha compatibilizado durante varios años su labor profesional en el mundo de la empresa con el estudio y la investigación sobre las claves de al-Ándalus, de la que era un grandísimo apasionado y entendido. Últimamente se dedicó por entero a este tema, del que lleva escritos dos novelas.

## Biografía
Su primera obra "al-Hamrá", publicada en el año 2003, es un ensayo sobre el contenido místico y simbólico de la Alhambra. Ha dado múltiples conferencias sobre el tema, así como sobre las tres tradiciones místicas en al-Ándalus, con el objetivo de resaltar su importante cultura y tradiciones, de las que todavía nos quedan algunos restos.
En el año 2005 salió al mercado su novela, "Azafrán", una historia que habla de la partida del maestro musulmán Mukhtar ben Saleh desde Sanlúcar de Alpechín hasta Granada. Su camino se convertirá en una especie de viaje iniciático en el que conocerá la esencia mística de las tres religiones de ‘El Libro’, que ha alcanzado ya la quinta edición, más las de bolsillo; en 2006 se transcribió al sistema braille y en 2008 se tradujoal ruso. Esta fue la primera obra en la que trató el tema de las claves de al-Ándalus.
El cuento "La lámpara de plata", que se publicó en 2006, es un homenaje a la Málaga nazarí del siglo XIV.
Su última novela, "La escalera del agua", se presentó en febrero de 2008 y lleva dos ediciones. En esta se desarrolla una narración sobre los moriscos y en ella sigue hablando sobre el tema de al-Ándalus, su gran pasión.
En 2012 se publica "La reina de las dos lunas", que está basada en un hecho real: en 1520 la más joven de las esposas del sultán de Fez huye en compañía de un esclavo cristiano y ambos se establecen en Mijas. Es una historia real que supera a la ficción, un canto a la libertad que contiene amor, aventura y acción.
En noviembre de 2012 se edita el cuento "El cadí de la seda", también ambientado en la Málaga nazarí, incluido en el libro "Caspe 1412", en el que nueve escritores (como nueve fueron los compromisarios de Caspe) contribuyen con un cuento cada uno. Los autores fueron: Fernando Aínsa, Almudena de Arteaga, José Calvo Poyato, José Luis Corral Lafuente, Jesús Maeso de la Torre, Toti Martínez de Lezea, Javier Sierra, Margarita Torres y García Marín.